# Thyrocopa geminipuncta
Thyrocopa geminipuncta là một loài bướm đêm thuộc họ Oecophoridae. Nó là loài đặc hữu của Maui và Molokai.
Chiều dài cánh trước là 10–11 mm. Con trưởng thành bay vào tháng 5 và tháng 9.